# Ослобођење (ратно)
Ослобођење (ратно) или "Српско Ослобођење", а званично само НИШП "Ослобођење", је дневни лист који је званично издаван на територији Републике Српске од почетка 1992. године до краја 1996. године. Сједиште овога дневног листа се налазило у Српском Сарајеву, а главни и одговорни уредник је био Драженко Ђукановић. Дневни лист „Ослобођење“ је штампан на српској ћирилици, користећи екавски и ијекавски изговор српског језика (источнохерцеговачки дијалекат српског језика).

## Назив

### Ослобођење (ратно)
Придјев „ратно Ослобођење“ је овај дневни лист добио због тога што је у каснијим издањима „Ослобођења“ додавана заставица „ратно“ на изворни логотип „Ослобођења“, означавајући тиме да се ради о ратном издању листа „Ослобођење“.
Један од разлога зашто ранија издања листа „Ослобођење“ нису квалификована као „ратна издања“ јесте одлука Владе Републике Српске да не прогласи ратно стање у Републици Српској све до пред крај Одбрамбено-отаџбинског рата Републике Српске 1992-1995. године.

## Недељник „Ослобођење“
Значај „Ослобођења“ у Републици Српској опада након 1996. године. Након потписивања Дејтонског споразума поједине територије Републике Српске, као и дијелови и општине тадашњег Српског Сарајева припадају Федерацији БиХ, а цјелокупно становништво тих дијелова Српског Сарајева се почетком 1996. године исељава у масовном и организованом егзодусу на подручје постдејтонског Српског Сарајева, широм Републике Српске, Републике Србије и шире. Политички центар Републике Српске се у посљератном периоду постепено пресељава из Српског Сарајева у Бањалуку. Ослобођење постаје недељни лист све до 10. септембра 2003. године када је изашао посљедњи број.

### Недељник „Ново Ослобођење“
Само десетак дана касније, у септембру 2003. године, недељник „Ослобођење“ је преименован у „Ново Ослобођење“ са тенденцијом да поново постане дневни лист.

## Историја

### Стварање Југославије
Лист „Ослобођење“ је основан 30. августа 1943. године у селу Доња Трнова код Угљевика за вријеме Другог свјетског рата на подручју Југославије. Тада је и штампан први број „Ослобођења“ у селу Доња Трнова код Угљевика.
Овај лист су покренули југословенски партизани са простора општине Угљевик, Семберије и Срема.
По завршетку Другог свјетског рата на простору Југославије, према политици јачања регионалних центара, лист „Ослобођење“ се сели у тада мултиетничко Сарајево ослобођено 6. априла 1945. године од тадашње НДХ. „Ослобођење“ постаје дневни лист а у њему се запошљавају радници свих народа и народности Југославије, у складу са тадашњом политиком братства и јединства Југославије.

### Распад Југославије
У околностима које су крајем деведесетих година захватиле Југославију, дошло је до националних подјела међу народима и народностима Југославије које су проузроковале распад Југославије. Дошло је до захтјева представника различитих народа да се одвоје од Југославије и оснују властите националне државе. До ових подјела на националном принципу је дошло и у пријератном мултиетничком Сарајеву у Југославији, као и у самом дневном листу „Ослобођење“ почетком деведесетих година двадесетог вијека.
Почетком деведесетих стварањем националих странака као што су биле прво основана национална странка Муслимана СДА, затим хрватска ХДЗ, и посљедња створена српска СДС, у мултиетничком Сарајеву се стварају нове друштвене околности под којима се избор политичких представника директно одражавао на унутрашње уређење друштвених презузећа какво је било дневни лист „Ослобођење“.
У овим новим друштвеним и политичким околностима, дојучерашња југословенска политика братства и јединства која је била и званична уређивачка политика дневног листа „Ослобођење“, претворила се у националну политику. Посебно у мултиетничком пријератном Сарајеву. Почетком деведесетих година двадесетог вијека Муслимани који су били запослени у листу „Ослобођење“ су углавном заступали ставове СДА, односно ставове представника муслиманске народости који су заступали распад Југославије, док су Срби били опредијељени или за југословенску опцију или за српску националну опцију.
Овакве новонастале политичке околности се крајем 1991. и почетком 1992. године све више одражавају у самој уређивачкој политици уредништва листа „Ослобођење“ које је углавном било сачињено од Срба и Муслимана а који су заступали опречне погледе на властиту будућност.
До кулминације међунационалних односа у пријератном мултиетничком Сарајеву долази након иницијативе СДА и Алије Изетбеговића да покрене питање референдума о отцјепљењу СР БиХ од СФРЈ, а за шта је била потребна сагласност три конститутивна народа. Дневни лист „Ослобођење“ је у овој кампањи тадашње муслиманске националне странке СДА предвођене Алијом Изетбеговићем отворено кориштен за пропаганду, преко запослених који су били муслиманске народности, што је опет довело до тога да радници „Ослобођења“ српске националности напусте „Ослобођење“. Југословенски дневни лист „Ослобођење“, као орган свих народа и народности, је званично постојао до 6. априла 1992. године. 
У овом периоду у пријератном мултиетничком Сарајеву долази до све отворенијег међунационалног сукобљавања на свим нивоима власти и свим нивоима друштвеног живота. Тако нпр. на јавна окупљања Срби долазе са југословенским заставама, а Муслимани са заставама СР БиХ. У самом дневном листу „Ослобођење“ долази до престанка употребе ћирилице, а чланци написани од стране Муслимана све отвореније изражавају нетрпељивост према Југославији и према Србима.
Поред свих других околности које су пратиле међунационална сукобљавања у пријератном мултиетничком Сарајеву у току и пред распад Југославије, 1. марта 1992. долази до убиства старог свата Николе Гардовића испред Старе српске цркве на Башчаршији. Дан раније 29. фебруара 1992. године су Муслимани и Хрвати одржали неуставни референдум (без обавезне сагласности три конституивна народа, без сагласности Срба) за отцијепљене од Југославије. Након овога догађаја који је имао изузетно велику медијску пажњу у Сарајеву и читавој тадашњој Југославији, долази до масовног напуштања радних мјеста од стране Срба, као и масовног исељавања Срба из појединих дијелова града у којима су Муслимани чинили већину, а у дијелове града са српском већином, или исељавања Срба на подручја данашње Републике Српске, затим Републике Србије и шире.
Након убиства Николе Гардовића пред Старом српском црквом на Башчаршији, у Сарајеву ничу барикаде које блокирају слободно кретање и дијеле град на дијелове под контролом Муслимана и дијелове под контролом Срба. Барикаде су настале из страха који је завладао након убиства Николе Гардовића. Ове барикаде постају границе унутар бившег мултиетничког Сарајева и дијеле га на српски и муслимански град. У овом времену, под овим околностима и овим догађајима настаје Српско Сарајево, односно стварају се националне границе између Републике Српске и Федерације БиХ, на истом националном принципу који је захватио читаву Југославију и проузроковао њен распад. Претходно овоме политички представници Срба напуштају бивше југословенске институције на подручју Сарајева под контролом Муслимана које су биле под директом влашћу муслиманске СДА, а бивше југословенске институције под контролом Срба стављају под своју власт српске СДС.
Након референдума Муслимана и Хрвата, убиства Николе Гардовића 1. марта 1992. године, у времену барикада и распада југословенских институција по националној основи, долази до блокаде инфраструктуре и престанка рада свих других институција које су функционисале на принципима југословенске државе. Између осталог, долази и до престанка рада дневног листа „Ослобођење“. Убрзо након поменутих дешавања, 2. и 3. маја 1992. године долази до напада Муслимана на установе и припаднике Југословенске народне армије у дијеловима Сарајева под контролом Муслимана (Напад на колону ЈНА у Сарајеву), при чему је масовно кориштено ватрено оружје у војне сврхе, те као такво означава почетак рата.
У ово вријеме и под овим околностима се ствара потреба за властитим медијима код Срба који због подјеле предратног мултиетничког Сарајева нису имали на располагању средства информисања, јер су се зграде РТВ Сарајева и „Ослобођења“ нашле на територији Сарајева под контролом Муслимана. Новинари листа „Ослобођење“ који су били српске националности, сходно свим другим подјелама које су се десиле у тадашњем национално подијељеном Сарајеву, настављају традицију листа „Ослобођење“ одвојено од оног које се нашло у дијелу града под муслиманском контролом, и у коме су сада били углавном само Муслимани.
У по националној основи подијељеном листу „Ослобођење“ и у по националној основи подијељеном Сарајеву, новинари муслиманске народности настављају традицију листа „Ослобођење“ позивајући се на то да само они имају право на пређашње југословенско „Ослобођење“, док новинари „Ослобођења“ српске националности у тада већ основаном Српском Сарајеву настављају традицију листа „Ослобођење“ позивајући се на исто право и тековине предратног југословенског листа „Ослобођење“.
У овако специфичним околностима распада југословенске државе по националним принципима, долази до ситуације да новинари „Ослобођења“ српске националности воде властито „Ослобођење“, а предратни новинари „Ослобођења“ муслиманске народности воде своје „Ослобођење“. У овом времену се ствара дистинкција између „српског Ослобођења“ и „муслиманског Ослобођења“ (или „Алијиног Ослобођења").